# Син (ТВ филм)
„Син” је југословенски ТВ филм из 1972. године који је режирао Дејан Караклајић. 